# Полијас
Полијас (лат. Polias) је у грчкој митологији још једно име или епитет богиње Атене.

## Представа Атене Полијас
У старој Грчкој, на многим местима је Атена била поштована као заштитница града, па је зато имала назив Атена Полијас („градска Атена“). Град Атина и богиња Атена носе етимолошки повезана имена. Лик овакве Атене се формирао у исто време када и лик Атене предводнице (Promachos) у VI веку п. н. е. Приказивана је како седи, углавном без оружја, са круном и представом Горгоне на грудима.

## Култ
У Ерехтејону у Акропољу је успостављен најстарији и најважнији култ посвећен богињи Атени Полијас. Ту се налазио и кип од маслиновог дрвета за који се веровало да је пао са неба. Тај кип је можда рађен по узору на оригинални, колосални кип ове богиње који данас више не постоји. Претпоставља се да је богиња приказана како седи, мада је Хомер описивао да су на сликама у Троји, колена богиње заклоњена огртачем, што указује да је она заправо стајала. Углавном, окићена накитом, ова представа богиње је више женствена, а с обзиром да држи посуду (златну фијалу) у руци, више је изражена верска уместо војне активности које су потенциране у другим представама. Ипак, њен ратнички карактер је приказан кроз пеплос са извезеним представама њеног учешћа у борби против гиганата.